# Ярослав Тімко
Ярослав Тімко (словац. Jaroslav Timko, нар. 28 вересня 1965, Валаліки) — чехословацький та словацький футболіст, який грав на позиції нападника. За свою кар'єру провів 18 матчів у складі збірної Словаччини і забив 3 голи. Також 3 рази грав за збірну Чехословаччини.

## Клубна кар'єра
Тімко розпочав футбольну кар'єру в клубі «Слован» (Братислава). У 1988 році перейшов до основної команди і дебютував у першій чехословацькій лізі. Вже в дебютному сезоні він став основним гравцем «Словану». У 1992 році виграв чемпіонат Чехословаччини зі «Слованом», а після розпаду Чехословаччини двічі ставав чемпіоном Словаччини (у сезонах 1993/94 та 1994/95). Разом зі «Слованом» він також виграв Кубок Словаччини у 1994 році.
На початку 1995 року Тімко став футболістом чеського клубу «Петра» (Дрновіце) і півтора року грав у вищій лізі Чехії, а в 1996 році повернувся до Словаччини, ставши гравцем команди «Спартак» (Трнава). У 1998 році зі «Спартаком» виграв Кубок та Суперкубок Словаччини. У «Спартаку» грав до кінця кар'єри у 2001 році.
| Сезон   | Клуб                  | Ліга    | Ігор | Голів |
| ------- | --------------------- | ------- | ---- | ----- |
| 1988/89 | «Слован» (Братислава) | I. ліга | 17   | 3     |
| 1989/90 | «Слован» (Братислава) | I. ліга | 27   | 4     |
| 1990/91 | «Слован» (Братислава) | I. ліга | 27   | 6     |
| 1991/92 | «Слован» (Братислава) | I. ліга | 30   | 5     |
| 1992/93 | «Слован» (Братислава) | I. ліга | 26   | 5     |
| 1993/94 | «Слован» (Братислава) | I. ліга | 25   | 10    |
| 1994/95 | «Слован» (Братислава) | I. ліга | 11   | 6     |
| 1994/95 | «Петра» (Дрновіце)    | I. ліга | 15   | 5     |
| 1995/96 | «Петра» (Дрновіце)    | I. ліга | 27   | 9     |
| 1996/97 | «Спартак» (Трнава)    | I. ліга | 27   | 10    |
| 1997/98 | «Спартак» (Трнава)    | I. ліга | 28   | 9     |
| 1998/99 | «Спартак» (Трнава)    | I. ліга | 26   | 7     |
| 1999/00 | «Спартак» (Трнава)    | I. ліга | 14   | 2     |
| 2000/01 | «Спартак» (Трнава)    | I. ліга | 19   | 3     |

## Виступи за збірні
У збірній Чехословаччини Тімко дебютував 23 вересня 1992 року у відбірковому матчі до чемпіонату світу 1994 року з Фарерськими островами, перемігши з рахунком 4:0. 1993 рік провів ще два матчі за збірну Чехословаччини, включаючи останній історичний матч національної збірної 17 листопада 1993 року проти Бельгії, в якому ці дві команди визначали хто з них поїде на мундіаль. Втім матч закінчився внічию 0:0 і на чемпіонат світу поїхала Бельгія.
Після розпаду Чехословаччини Тимко почав грати за збірну Словаччини. Дебютував 2 лютого 1994 року в товариському матчі проти Об'єднаних Арабських Еміратів (1:0) у історичному першому матчі новоствореної збірної. У своїй кар'єрі він грав серед інших у відбіркових матчах до чемпіонату Європи 1996 року та чемпіонату світу 1998 року, але на жоден з цих турнірів словаки не пробились. У збірній Словаччини з 1994 по 1997 рік провів загалом 18 матчів і забив 3 голи.
| Матчі і голи за збірні | Матчі і голи за збірні | Матчі і голи за збірні             | Матчі і голи за збірні | Матчі і голи за збірні | Матчі і голи за збірні | Матчі і голи за збірні |
| #                      | Дата                   | Місце                              | Суперник               | Рахунок                | Гол                    | Турнір                 |
| Чехословаччина         | Чехословаччина         | Чехословаччина                     | Чехословаччина         | Чехословаччина         | Чехословаччина         | Чехословаччина         |
| 1992                   | 1992                   | 1992                               | 1992                   | 1992                   | 1992                   | 1992                   |
| ---------------------- | ---------------------- | ---------------------------------- | ---------------------- | ---------------------- | ---------------------- | ---------------------- |
| 1.                     | 23.09.1992             | Кошиці, Чехословаччина             | Фарерські острови      | 4:0                    | 0                      | Відбір на ЧС-1994      |
| 1993                   |                        |                                    |                        |                        |                        |                        |
| 2.                     | 27.10.1993             | Кошиці, Чехословаччина             | Кіпр                   | 3:0                    | 0                      | Відбір на ЧС-1994      |
| 3.                     | 17.11.1993             | Брюссель, Бельгія                  | Бельгія                | 0:0                    | 0                      | Відбір на ЧС-1994      |
| Словаччина             |                        |                                    |                        |                        |                        |                        |
| 1994                   |                        |                                    |                        |                        |                        |                        |
| 1.                     | 02.02.1994             | Шарджа, Об'єднані Арабські Емірати | ОАЕ                    | 1:0                    | 0                      | Товариський матч       |
| 2.                     | 04.02.1994             | Шарджа, Об'єднані Арабські Емірати | Єгипет                 | 0:1                    | 0                      | Товариський матч       |
| 3.                     | 06.02.1994             | Шарджа, Об'єднані Арабські Емірати | Марокко                | 1:2                    | 0                      | Товариський матч       |
| 4.                     | 30.03.1994             | Та-Калі, Мальта                    | Мальта                 | 2:1                    | 1                      | Товариський матч       |
| 5.                     | 16.08.1994             | Братислава, Словаччина             | Мальта                 | 1:1                    | 0                      | Товариський матч       |
| 6.                     | 16.08.1994             | Бухарест, Румунія                  | Румунія                | 2:3                    | 0                      | Відбір на Євро-1996    |
| 1995                   |                        |                                    |                        |                        |                        |                        |
| 7.                     | 29.03.1995             | Кошиці, Словаччина                 | Азербайджан            | 4:1                    | 2                      | Відбір на Євро-1996    |
| 8.                     | 26.04.1995             | Нант, Франція                      | Франція                | 0:4                    | 1                      | Відбір на Євро-1996    |
| 9.                     | 08.05.1995             | Братислава, Словаччина             | Чехія                  | 1:1                    | 0                      | Товариський матч       |
| 10.                    | 07.06.1995             | Забже, Польща                      | Польща                 | 0:5                    | 0                      | Відбір на Євро-1996    |
| 1996                   |                        |                                    |                        |                        |                        |                        |
| 11.                    | 27.03.1996             | Нітра, Словаччина                  | Білорусь               | 4:0                    | 0                      | Товариський матч       |
| 12.                    | 24.04.1996             | Трнава, Словаччина                 | Болгарія               | 0:0                    | 0                      | Товариський матч       |
| 13.                    | 09.05.1996             | Гельсінгборг, Швеція               | Швеція                 | 1:2                    | 0                      | Товариський матч       |
| 14.                    | 31.08.1996             | Тофтір, Фарерські острови          | Фарерські острови      | 2:1                    | 0                      | Відбір на ЧС-1998      |
| 15.                    | 22.09.1996             | Братислава, Словаччина             | Мальта                 | 6:0                    | 0                      | Відбір на ЧС-1998      |
| 16.                    | 23.10.1996             | Братислава, Словаччина             | Фарерські острови      | 3:0                    | 0                      | Відбір на ЧС-1998      |
| 17.                    | 13.11.1996             | Санта-Крус-де-Тенерифе, Іспанія    | Іспанія                | 1:4                    | 0                      | Відбір на ЧС-1998      |
| 1997                   |                        |                                    |                        |                        |                        |                        |
| 18.                    | 29.04.1997             | Трнава, Словаччина                 | Ісландія               | 3:1                    | 0                      | Товариський матч       |

## Досягнення
- Чемпіон Чехословаччини (1): 1991/92
- Чемпіон Словаччини (2): 1993/94, 1994/95
- Володар кубка Словаччини (2): 1993/94, 1997/98